# أوليكسي أوباناسوفيتش فاداتورسكي
أوليكسي أوباناسوفيتش فاداتورسكي (بالإنجليزية: Oleksiy Opanasovych Vadaturskyy، بالأوكرانية: Олексій Опанасович Вадатурський)، (8 سبتمبر 1947 - 31 يوليو 2022) كان رجل أعمال أوكرانيًا في مجال الزراعة وإمدادات الحبوب، ومؤسس شركة نيبولون، أكبر شركة لإمدادات الحبوب في أوكرانيا. كان واحدًا من أغنى الأوكرانيين.

## السيرة
وُلِد أوليكسي فاداتورسكي في عائلة مزارعين في أوديسا في 8 سبتمبر 1947. في 1971، تخرج أوليكسي من معهد أوديسا التكنولوجي لصناعة الأغذية. بدأ أوليكسي مسيرته المهنية في مصنع تريكراتني لمنتجات الخبز. في 1991، أسس أوليكسي فاداتورسكي شركة نيبولون، وهي شركة متخصصة بشكل أساسي في إنتاج وبيع بذور الذرة الهجينة وعباد الشمس. من 1998 إلى 2006، تم انتخاب فاداتورسكي مرتين نائبًا في مجلس ميكولايف الإقليمي. في نوفمبر 2007، حصل على لقب بطل أوكرانيا من قبل الرئيس فيكتور يوشتشينكو.